# Музей науки (Бостон)
Музей науки (англ. The Museum of Science, сокр. MoS) — достопримечательность Бостона, расположенная в Парке науки на берегу реки Чарльз, в США.
Наряду с 500 интерактивными выставками, в музее функционируют и традиционные экспозиции, а также работают планетарий Чарльза Хайдена и кинотеатр Mugar Omni IMAX (единственный куполообразный экран IMAX в Новой Англии).
Музей ведёт отсчёт своей истории с 1830 года. В тот год несколько любителей образовали Бостонское общество изучения естественной истории, как такового музея ещё не было. Общество коллекционировало естественнонаучные экспонаты и устраивало выставки. После войны историческое здание музея было продано; он был возрождён уже под именем «Бостонский музей науки» (англ. Boston Museum of Science).
В музее очень много внимания уделено животному миру. В нём представлены копии различных животных, описаны их особенности и условия обитания. Экспонаты постоянно обновляются. Музей является аккредитованным членом Ассоциации зоопарков и аквариумов (англ. Association of Zoos and Aquariums, AZA).